# Секвестр (юриспруденция)
Секвестр — временная передача принадлежащего кому-либо имущества на хранение постороннему лицу или органам власти; также секвестром называется принудительное временное изъятие частного имущества государством.

## Гражданско-правовой секвестр
В римском праве, а по его примеру — и в некоторых европейских законодательствах, добровольный секвестр (временная передача самими спорящими лицами спорного имущества третьему лицу с тем, чтобы по окончании спора оно было отдано выигравшему процесс лицу) рассматривается как особый договор, хотя ко всем подробностям отношений применяются постановления о поклаже; римский иск для защиты этих отношений назывался depositi sequestraria actio. Законодательство также может предусматривать судебный секвестр, то есть временную передачу спорного имущества третьему лицу по решению суда как обеспечение иска.

## Административный секвестр
В Российской империи административный секвестр (принудительное изъятие имущества) применялся в губерниях Царства Польского через особых секвестраторов в целях взыскания недоимок по налогам.
Также законодательство Российской империи позволяло генерал-губернаторам в местностях, объявленных на военном положении в целях поддержания общественного спокойствия и безопасности налагать секвестр на недвижимые имущества. Во время Первой мировой войны административный секвестр в Российской империи был наложен на находившиеся на российской территории торговые и промышленные предприятия и недвижимые имущества подданных вражеских государств.